# ريكى توجازى
ريكى توجازى (بالإيطالية: Ricky Tognazzi)‏ هو كاتب سيناريو ومخرج وممثل إيطالي، ولد في 1 مايو 1955 بميلانو في إيطاليا.

## أعمال

### أفلام
- (1990) تمبو دي أكيدر
- (2009) تسعة[6]
- (2010) الأب والغريب

## وصلات خارجية
- ريكى توجازى على موقع IMDb (الإنجليزية)
- ريكى توجازى على موقع ألو سيني (الفرنسية)
- ريكى توجازى على موقع أول موفي (الإنجليزية)
- ريكى توجازى على موقع قاعدة بيانات الأفلام السويدية (السويدية)
- ريكى توجازى على موقع قاعدة بيانات الفيلم (الإنجليزية)
- ريكى توجازى على موقع كينوبويسك (الروسية)